# صداق (إسلام)
الصداق أو المهر في الفقه الإسلامي هو: «ما يدفعه الزَّوجُ لزوجته بعقد الزَّواج معجّلاً أو مؤجّلاً» وهو حق مفروض على الزوج، وألزمه بدفعه بالمعروف. ولم يحدد الشرع الإسلامي قدرا معلوما للمهر، فقد ثبت في الحديث، ولو بخاتم من حديد، أو بدل منفعة، سواء كان قليلا أو كثيراً ولو قنطارآ. وقد جعل الشرع الإسلامي تقديره بالمعروف «على الموسع قدره، وعلى المقتر قدره» ومبنى الأمر فيه بالتراضي، إلا في بعض الأحوال، فإذا جرى العقد مثلا، ولم يتم تحديد المهر مع عقد الزواج، وحصل الدخول بها؛ فيجب مهر المثل بالدخول بها.

## تعريف الصداق
الصداق  هو: ما يلزم دفعه للمرأة في النكاح، أو هو: المال الملتزم للمخطوبة لملك عصمتها. ويسمى: «صدقة»  لقول الله تعالى 《وآتوا النساء صدقاتهن نحلة》وهو مأخوذ من الصدق لدلالته على صدق رغبة الزوج في المخطوبة، أو لصدق الزوجين في موافقة الشرع، ويسمى أيضا: مهرا وطولا -بفتح الطاء- وأجرة ونفقة ونحلة  ولا يعد ركناً في صحيح النكاح، فلو جرى عقد النكاح بغير تسمية المهر؛ فالعقد صحيح، ويحدد المهر بعد ذلك. كما أن المهر ليس شرطا لصحة العقد، بل هو لازم شرعا لأجل النكاح، بمعنى أنه لو اشترط اسقاط المهر، وجرى الإتفاق على ذلك، وتم العقد؛ فالعقد صحيح، والشرط باطل، فيلزم المهر بعد ذلك، بتحديد قدر من المال يرضى به الزوجان، أو بفرض «مهر المثل» عند الاختلاف.

### الفرق بين المهر والهدية
اتفق جمهور الفقهاء على أن المهر، أو الصداق، على اختلاف مسمياته؛ شيء واحد وهو: ما يلزم في الشرع دفعه للمرأة، بسبب النكاح. ولا يعد المهر هدية بل هو حق لازم شرعاً للمرأة، وفريضة فرضها الله تعالى لقوله تعالى: 《وآتوا النساء صدقاتهن نحلة》.
وأما الزائد على المهر؛ فهو من حيث: تعدد مسمياته، واختلاف أنواعه، ووجود التعامل به؛ مختلف باختلاف الأعراف في البلدان الإسلامية، فالمعروف عادة أن الشخص يدفع المهر بقدر معلوم بالتراضي، ثم يتزوج وانتهى الأمر، ومن المعروف أيضا في بعض البلدان: من يشترط لابنته التي يزوجها مطالب إضافية، تحت مسميات متعددة، وربما صارت هذه المطالب تقاليد متبعة.

### الزائد عن المهر
اتفق المسلمون على أن المهر؛ مطلوب شرعاً في الزواج، وليس هناك اتفاق حول تحديد الزائد على المهر، أو الإلزام به. إلا أنه قد يكون من المطالب الأساسية المتعارف عليها، وغالبا ما تكون مشروطة قبل الزواج، وقد يكون مما يستهلك أو غير ذلك، وقد يكون بمعنى: دفع ما هو بمنزلة «مهر إضافي». فبعض البلدان بل ربما غالبها؛ لا يدفع غير المهر إلا ما جرت به العادة لبعض المتطلبات. وقد يوجد في بعض الأعراف دفع مال زائد على المهر، فمثلا: يدفع المهر مائة، والشرط مائة، أو أقل أو أكثر، أو يجعل من المائتين بعضها مهرا، وبعضها شرطا أو مهرا مؤخرا أو غير ذلك. أو يدفع للمخطوبة مالاً زائدا على المهر، أو لوليها، أو نحو ذلك.

### الحكم الشرعي
المهر -وهو: ما يدفع للمخطوبة-؛ فريضة من الله تعالى، وليس في الشرع ما يمنع من دفع ما يتم التراضي عليه من بعد الفريضة. إلا أن له في الشرع
- أن يتم مع الزواج اشتراط مال زائد على المهر؛ فيلزم الوفاء به، لأنه لو تم الإتفاق على أن يدفع المهر ألفاً مثلا، وأن يدفع ألفاً آخر مضافا علية؛ فالمهر ألفان.
- أن يدفع لمخطوبته مالا زائدا عن المهر من غير اشتراط، وقد يسميه البعض: هدية أو منحة، ولا حرج في ذلك، ولا يكون لازما على الزوج كلزوم المهر.

## مشروعية الصداق
لمشروعية الصداق في الشرع الإسلامي أدلة ثابتة بنصوص القرآن، والسنة النبوية.
قال الله تعالى:
| '﴿وَآتُوا النِّسَاءَ صَدُقَاتِهِنَّ نِحْلَةً فَإِنْ طِبْنَ لَكُمْ عَنْ شَيْءٍ مِنْهُ نَفْسًا فَكُلُوهُ هَنِيئًا مَرِيئًا ۝٤﴾ [النساء:4]' |

معنى «آتوا»: أمر من الله تعالى ببذل الصداق للمرأة، وإعطائها إياه، ليكون حقا خالصا لها. فإن بقي عند الزوج؛ فهو دين في ذمته. وإذا قبضت منه صداقها؛ فهو بنظر الشرع مِلك خالص لها، تتصرف فيه كيفما شاءَتْ، -إن كانت رشيدة- وليس للزوج أن يأخذ منه شيئاً، إلا إن أعطته منه عن طيب نفس. والأمر في الآية للأزواج، وقيل للأولياء.

## صداق نبي الله موسى
الصداق ثابت في الشرائع السابقة، وقد حكى الله تعالى: قصة نبي الله موسى  لماتوجه تلقاء مدين، وتزوج إحدى ابنتي نبي الله شعيب
، وكان صداقها هو: أجر عمل موسى عند أبيها مدة: «ثمان سنوات» فإن أتم عشرا فمن عنده.
قال الله تعالى:
| '﴿قَالَ إِنِّي أُرِيدُ أَنْ أُنْكِحَكَ إِحْدَى ابْنَتَيَّ هَاتَيْنِ عَلَى أَنْ تَأْجُرَنِي ثَمَانِيَ حِجَجٍ فَإِنْ أَتْمَمْتَ عَشْرًا فَمِنْ عِنْدِكَ وَمَا أُرِيدُ أَنْ أَشُقَّ عَلَيْكَ سَتَجِدُنِي إِنْ شَاءَ اللَّهُ مِنَ الصَّالِحِينَ ۝٢٧﴾ [القصص:27]' |

## ضابط قدر الصداق
ضابط قدر الصداق عند علماء الفقه الإسلامي هو: «كل مال أو ما يقدر بمال» وضبطه النووي بقوله: «ما صح مبيعاً صح صداقا»  بمعنى: أن كل ما يصح أن يكون ثمنا لمبيع أو مثمنا؛ صح أن يكون صداقا، ومعنى هذه القاعدة: أنه يشترط في الصدق ما يشترط في الثمن، من حيث أنه لابد أن يكون له قيمة مالية، وأن يكون: طاهرا، منتفعا به، مملوكا، مقدورا على تسلمه، للعاقد عليه ولاية. وهو ما ذكره فقهاء المالكية بقولهم: «الصداق كالثمن» أي: في الشروط والأحكام، فلا يفهم منه أن المهر سِعْر العروس، لأن الزواجَ في الإسلام ليسَ عبارة عن بيع عروسٍ لزوجها، ولأن كرامة العروس وأهلها مُصانة في ظل الإسلام.

## مقدار المهر
لم يُحدد الشرع الإسلامي قدرا معلوما للصداق، فيصح بكل ما له قيمة مالية، قليلا كان أو كثيراً، من غير تحديد، وهو مذهب الجمهور خلافا لمذهب أبي حنيفة حيث يشترط في المهر ألا ينقص عن عشرة دراهم. والأفضل ألا يزيد المهر عن خمسمائة درهم. حيث لم يزد صداق النَبي صلى الله عليه وسلم لزوجاته أمهاتِ المؤمنين رضي الله عنهن على خمسمائة درهم فضة، إلا لأم المؤمنين أم حبيبة (رملة بنت أبي سفيان) فقد كان مهرها: أربعمائة دينار ذهب، أهداها له النجاشي (ملك الحبشة)  ولم يزد مهر بناته صلى الله عليه وسلم عن خمسمائة درهم. وكان مهر ابنته فاطمة (رضي الله عنها) خمسمائة درهم أيضًا، في أصح الروايات.

### التزويج بتعليمها القرآن
ثبت في صحيح البخاري  وفي صحيح مسلم وغيرهما
روي عن أصحاب الحديث في صحيح البخاريّ: 
| صداق (إسلام) | عن سهل بن سعد قال: جاءت امرأة إلى رسول الله صلى الله عليه وسلم فقالت: "إني وهبت من نفسي" -فقامت طويلا- فقال رجل: زوجنيها إن لم تكن لك بها حاجة،قال: 《هل عندك من شيء تصدقها ؟ 》 قال: ما عندي إلا إزاري فقال: 《إن أعطيتها إياه جلست لا إزار لك فالتمس شيئا》فقال: ما أجد شيئا فقال: 《التمس ولو خاتما من حديد》 فلم يجد فقال: 《أمعك من القرآن شيء ؟》 قال: نعم سورة كذا وسورة كذا لسور سماها فقال: 《قد زوجناكها بما معك من القرآن》. | صداق (إسلام) |

## حكم الأخذ من الصداق
إن ما قدر للمرأة من الصداق، -سواء ما أخذته من الزوج، أو ما بقي في ذمته- وما قد أعطاها من هدايا أو ملابس، وغيرها؛ لا يجوز الرجوع فيه، وإن تركها الزَوْج كالمعلقة لكي يسترِدَ منها المهر مرة أخرى فهو صاحب كبيرة، قال الله تعالى في القرآن:
| '﴿وَإِنْ أَرَدْتُمُ اسْتِبْدَالَ زَوْجٍ مَكَانَ زَوْجٍ وَآتَيْتُمْ إِحْدَاهُنَّ قِنْطَارًا فَلَا تَأْخُذُوا مِنْهُ شَيْئًا أَتَأْخُذُونَهُ بُهْتَانًا وَإِثْمًا مُبِينًا ۝٢٠ وَكَيْفَ تَأْخُذُونَهُ وَقَدْ أَفْضَى بَعْضُكُمْ إِلَى بَعْضٍ وَأَخَذْنَ مِنْكُمْ مِيثَاقًا غَلِيظًا ۝٢١﴾ (النساء: 20-21)' |

### معنى الآية
معنى قول الله عَز وَجَل: 《فَلا تَأْخُذُواْ مِنْهُ شَيْئًا》 النهي عما كان عليه أهل الجاهلية من مصادرة حقوق المرأة، فقد كانوا يأخذون صداقها، بحجة: أن الرجل ما دام هو الذي يعطي وينفق؛ فلا حاجة للمرأة في المال.
وقد أبطل الله تعالى ما كان عليه الأمر قبل الإسلام، وأحق للمرأة حقاً تعطاه بالمعروف.

## تسمية المهر في العقد
ويستحب تسمية المهر في العقد، لكن إذا لم يسم المهر؛ فالعقد صحيح، ويستقر في ذمته، وتطالبه به بعد ذلك، ويكون تحديده في هذه الحالة إما؛
1. أن يفرضه الزوج على نفسه، وترضى به الزوجة.
2. أن يفرضه الغير ويرضى به الزوجان.
3. أن يفرض الحاكم مهر المثل على وجه الإلزام، عند اختلاف الزوجين وعدم اتفاقهما على قدر محدد، وبعد الرفع إلى الحاكم.
4. أن يدخل بها فيلزم بالدخول مهر المثل.

## لزوم المهر
إنَّ دفع المهر ليس شرطا أساسيا لصحة عَقْد النكاح، كما أنه ليس ركنا من أركان العقد، بمعنى: أنه لو جرى العقد -على خلاف المعتاد مثلا- بغير مهر؛ فالعقد صحيح. ولو اُشْتُرِطَ في عَقْد الزواج ألا يُدْفَعَ مهرٌ فإن هذا الشرط يكون باطلا، لأنه شرط مخالف للشرع، وأما عقد الزواج؛ فلا يكون باطلاً. بل هو في الحالين صحيح، عند الجمهور ويفرض لها المهر بعد ذلك. وإن كان بعد الدخول بها؛ فيفرض لها مهر المثل 

### نكاح الشغار
كما يَحْرُمُ أيضًا نِكاحُ الشِّغار، وهو أَنْ يُزَوِّجَ الرجل ابنته (أو أخته... الخ) لشخصٍ ما على أَنْ يزوجه الآخر ابنته (أو أخته... الخ) وليس بينهما صَدَاق؛ أيْ يكونُ تزويج كُلّ منهما مَهْرًا للأخرى.

## حكم المهر بعد الفراق
فرقة الزوجين عند علماء الفقه الإسلامي هي: «انتهاء علاقة الزوجية بسبب» إما بطلاق، أو خلع، أو فسخ، أو موت.
وحصول الفرقة بين الزوجين إما؛ أن تكون بعد تحديد المهر، أو عدم تحديده، وإما؛ قبل أو بعد الدخول. فإن كانت بعد الدخول؛ فإن المهر قد استقر في ذمة الزوج. وإن كانت قبل الدخول؛ ففيه تفصيل.
- إذا مات عنها زوجها قبل الدخول بها؛ فلها المهر كاملاً، لأن الموت ينزل منزلة الدخول.
- إذا طلقها قبل الدخول وقد سمى المهر؛ فلها نصفه. وإذا لم يسم المهر؛ فلها «متعة» قال الله تعالى:

| '﴿لَا جُنَاحَ عَلَيْكُمْ إِنْ طَلَّقْتُمُ النِّسَاءَ مَا لَمْ تَمَسُّوهُنَّ أَوْ تَفْرِضُوا لَهُنَّ فَرِيضَةً وَمَتِّعُوهُنَّ عَلَى الْمُوسِعِ قَدَرُهُ وَعَلَى الْمُقْتِرِ قَدَرُهُ مَتَاعًا بِالْمَعْرُوفِ حَقًّا عَلَى الْمُحْسِنِينَ ۝٢٣٦ وَإِنْ طَلَّقْتُمُوهُنَّ مِنْ قَبْلِ أَنْ تَمَسُّوهُنَّ وَقَدْ فَرَضْتُمْ لَهُنَّ فَرِيضَةً فَنِصْفُ مَا فَرَضْتُمْ إِلَّا أَنْ يَعْفُونَ أَوْ يَعْفُوَ الَّذِي بِيَدِهِ عُقْدَةُ النِّكَاحِ وَأَنْ تَعْفُوا أَقْرَبُ لِلتَّقْوَى وَلَا تَنْسَوُا الْفَضْلَ بَيْنَكُمْ إِنَّ اللَّهَ بِمَا تَعْمَلُونَ بَصِيرٌ ۝٢٣٧﴾ (البقرة: 236- 237).' |

وفي هذا دلالة على: حرص الإسلام واهتمامه بالمرأة وحماية حقوقها. حيث أمر الله بإعطائها قدرا من المال يسمى: «متعة»  إن طلقت قبل البناء بها، ولم يكن لها مهر محدد في السابق. وفرض الله لها شطر المهر، إن طلقت قبل البناء بها، إن كان لها مهر تم تحديده باتفاق سابق.

### المتعة بعد الفراق
المتعة هي: «قدر من المال يفرض للمرأة بعد الطلاق، في بعض الأحوال، بحسب المستوى المادي للزوج»

## مشروعية الزواج بيسير المهر
روي عن علماء الحديث في صحيح البخاريّ وغيره: 
| صداق (إسلام) | عن سَهْلِ بْنِ سَعْدٍ أَنَّ امْرَأَةً جَاءَتْ رَسُولَ اللَّهِ صلى الله عليه وسلم فَقَالَتْ: يَا رَسُولَ اللَّهِ جِئْتُ لأَهَبَ لَكَ نَفْسِي فَنَظَرَ إِلَيْهَا رَسُولُ اللَّه صلى الله عليه وسلمِ فَصَعدَ النَظَرَ إِلَيْهَا وَصَوبَهُ، ثُم طَأْطَأَ رَأْسَهُ، فَلَمَّا رَأَتِ الْمَرْأَةُ أَنهُ لَمْ يَقْضِ فيها شَيْئًا جَلَسَتْ، فَقَامَ رَجُلٌ مِنْ أَصْحَابِهِ فَقَالَ: أَىْ رَسُولَ اللَّهِ إِنْ لَمْ تَكُنْ لَكَ بِهَا حَاجَةٌ فَزَوِّجْنِيهَا. فَقَالَ: «هَلْ عِنْدَكَ مِنْ شَيْءٍ» قَالَ لا وَاللَّهِ يَا رَسُولَ اللَّهِ. قَالَ «اذْهَبْ إِلَى أَهْلِكَ فَانْظُرْ هَلْ تَجِدُ شَيْئًا» فَذَهَبَ ثُم رَجَعَ فَقَالَ لا وَاللَّهِ يَا رَسُولَ اللَّهِ، مَا وَجَدْتُ شَيْئًا. قَالَ: «انْظُرْ وَلَوْ خَاتَمًا مِنْ حَدِيدٍ» فَذَهَبَ ثُمَّ رَجَعَ فَقَالَ لا وَاللَّهِ يَا رَسُولَ اللَّهِ وَلا خَاتَمًا مِنْ حَدِيدٍ، وَلَكِنْ هَذَا إِزَارِي - قَالَ سَهْلٌ مَا لَهُ رِدَاءٌ - فَلَهَا نِصْفُهُ. فَقَالَ رَسُولُ اللَّهِ : «مَا تَصْنَعُ بإزارِكَ إنْ لَبِسْتَهُ لَمْ يَكُنْ عَلَيْهَا مِنْهُ شَيْءٌ، وَإِنْ لَبِسَتْهُ لَمْ يَكُنْ عَلَيْكَ شَيْءٌ» فَجَلَسَ الرَّجُلُ حَتَّى طَالَ مَجْلَسُهُ، ثُمَّ قَامَ فَرَآهُ رَسُولُ اللَّهِ صلى الله عليه وسلم مُوَلِّيًا فَأَمَرَ بِهِ فَدُعِيَ فَلَما جَاءَ قَالَ: «مَاذَا مَعَكَ مِنَ الْقُرْآنِ» قَالَ مَعِي سُورَةَ كَذَا وَسُورَةَ كَذَا وَسُورَةَ كَذَا. عَددَهَا. قَالَ «أَتَقْرَؤُهُن عَنْ ظَهْرِ قَلْبِكَ» قَالَ نَعَمْ. قَالَ: «اذْهَبْ فَقَدْ مَلَّكْتُكَهَا بِمَا مَعَكَ مِنَ الْقُرْآنِ.» | صداق (إسلام) |

### معنى الحديث
يفهم من هذا الحديث: استحباب المعونة في تزويج المحتاج للزواج، ومشروعية الزواج بيسير المهر، ومعنى: «ولو خاتما من حديد» للمبالغة في القلة، وللدلالة على صحة بذل المهر اليسير في الزواج، عند حصول التراضي، حيث ورد في بعض الروايات: أن الرجل خطبها لنفسه فوافقت.
وليس في الشرع الإسلامي ما يمنع من زيادة المهر لمن يقدر عليه.

### ما ورد عن عمر بن الخطاب
ورد عن عمر بن الخطاب رضي الله عنه أنه لما رأى مغالات الناس في المهور؛ بين لهم أن المبالغة في مقدار صداق المرأة؛ هو خلاف الأفضل، وقال:
| صداق (إسلام) | ألا لا تغالوا في صدقة النساء، فإنها لو كانت مكرمة في الدنيا، أو تقوى عند الله؛ لكان أولاكم بها نبي الله صلى الله عليه وسلم، ما علمت رسول الله صلى الله عليه وسلم نكح شيئا من نسائه، ولا أنكح شيئاً من بنا ته على أكثرمن اثنى عشر أوقية | صداق (إسلام) |

رواه أبو داود، والترمذي، والنسائي، ومحمد بن ماجه، وقال أبو عيسى الترمذي: «هذا حديث حسن صحيح» وقال الترمذي ايضاً: «الأوقية: أربعون درهماً».

## مؤجل الصداق
مؤخر الصداق، في العرف الإسلامي، هو: الدين المؤجل من المهر في ذمة الزوج لزوجته. فإذا كان الصداق المتفق عليه هو: (ألف) مثلاً، ودفع لها بعضه، وتم الزواج؛ فالباقي هو: المؤخر من الصداق. وليس في الشرع الإسلامي ما يمنع من دفع جميع الصداق عند الزواج، أو قبله، أو بعده، أو تأجيل جميع الصداق، أو بعضه، فالكل جائز شرعا. ويكون الصداق المؤجل، أو المتبقي منه؛ دين في ذمة الزوج لزوجته، ولم يحدد الشرع: (ما هو المؤخر؟)، ولا (كم هو؟)، كما أنه لم يرد في الشرع تقسيم الصداق إلى: مقدم ومؤخر، بمعنى: أنه لو تم الإتفاق على الصداق بقدر معلوم، وقبضته الزوجة كاملاً؛ فليس لها صداق مؤخر، لأن معنى: (مؤخر) -شرعاً-؛ أي: ما بقي دينا في ذمة الزوج. ووقت دفع الصداق
حسب التراضي، أو على اختلاف الأنظمة، والقوانين، والأعراف، وليس في الشرع ما يمنع من ذلك، إلا إذا خالف الشرع. وقد وقد ورد في صحيح البخاري وغيره أن النبي ﷺ زوج رجلاً وكان المهر هو: أن يعلمها سورا محددة من القرآن بعدما صارت زوجة له، باعتبار أن المهر صار مؤجلا.

### مؤجل الصداق في القانون
مؤجل الصداق في القانون، هو: المتفق على تأجيله في ذمة الزوج. فتأجيل المهر أو بعضه؛ إما إلى وقت الطلب، وإما إلى حين حدوث فرقة بين الزوجين بطلاق أو وفاة.

## الإعسار بالمهر
كما يُعْطِي الإسلام المرأة الحَقّ في فسخ عَقْد النكاح إذا لم يدفع لها الزَوْج صَدَاقها قبل الدخول بها.
وقد حَكَمَ كُلّ من عمر بن الخطاب وشُرَيْحٌ القاضي بأنه إذا أَعْفَتْ المرأة زوجها من المهر قبل قبضه ثم طالبته به فيلزمْ الزوْجَ أنْ يُعْطِيَها إياه.

### كتابة الدين
يَقولُ اللهُ عَزَّ وَجَلّ:
| '《يَا أَيُّهَا الَّذِينَ آمَنُواْ إِذَا تَدَايَنتُم بِدَيْنٍ إِلَى أَجَلٍ مُّسَمًّى فَاكْتُبُوهُ وَلْيَكْتُب بَّيْنَكُمْ كَاتِبٌ بِالْعَدْلِ وَلا يَأْبَ كَاتِبٌ أَنْ يَكْتُبَ كَمَا عَلَّمَهُ اللّهُ》 (سورة البقرة' |

فالله عَزوَجَل يأمر عباده أَنْ يكتبوا الديْنَ ليس لحمايةِ الدائن والمدين.
فالمهر هو حقٌّ للمرأة على زوجها، فإذا مات أعطيت من تركته، قبل توزيعها على الورثة،
وإنْ ماتَتْ قبل أَنْ تحصل عليه فمِنْ حقِّ ورثتها أنْ يأخذوه من الزوْج أو يخصموه من نصيبه في الميراث منها. وفي هذا ما يُؤَكِّدُ بما لا يدع مجالاً للشكِّ حِرْصَ الإسلام على حماية حقوق المرأة.

## وصلات خارجية
- إسلام ويب
- جريدة الرياض